# Hildegard Jadamowitz
Hildegard „Hilde“ Jadamowitz, eigentlich Jadamowicz (* 12. Februar 1916 in Berlin-Neukölln; † 18. August 1942 in Berlin-Plötzensee) war eine deutsche kommunistische Widerstandskämpferin gegen den Nationalsozialismus.

## Leben
Hildegard Jadamowitz wuchs zusammen mit ihrer vier Jahre älteren Schwester Beatrice bei ihrer jüdischen Großmutter auf. Ihre Eltern hatten sich nach ihrer Geburt getrennt und ihre Mutter war kurz darauf gestorben. Nach dem Abschluss einer Neuköllner Schule, der heutigen Rütli-Schule, im Jahre 1929, in der sie drei Schulklassen übersprungen hatte, war sie lange Zeit arbeitslos. Sie trat als Fünfzehnjährige 1931 in den Kommunistischen Jugendverband ein.
Nach dem Tod ihrer Großmutter arbeitete sie ab 1933 als Fabrikarbeiterin und Verkäuferin. Sie besuchte Abendkurse, um sich als Sprechstundenhelferin ausbilden zu lassen. Ebenfalls ab 1933 war sie Mitglied der KPD-Betriebszelle in der Lorenz AG in Tempelhof. Ab 1935 wirkte sie in der illegalen „Internationalen Arbeiterhilfe“ in Berlin mit. Dort lernte sie ihren späteren Verlobten Werner Steinbrink kennen. Gemeinsam mit ihrer Schwester Beatrice beteiligte sie sich an Flugblattaktionen der Widerstandsgruppe um Joachim Franke. Im Frühjahr 1936 wurde sie unter dem Verdacht der Vorbereitung zum Hochverrat verhaftet, musste aber mangels Beweisen nach neun Monaten in Untersuchungshaft freigesprochen werden.
Nach ihrer Freilassung arbeitete sie als Arzthelferin und wechselte als Hilfskraft in eine Praxis für Radiologie und Strahlenmedizin nach Tegel. Sie bereitete sich dort weitgehend autodidaktisch auf die Prüfung zur Röntgenassistentin vor. Sie nutzte ihre Anstellung, um politisch Verfolgten zu helfen, versorgte sie mit Geld, Lebensmitteln und Medikamenten und beteiligte sich an Sabotageakten.
Über ihren Verlobten Werner Steinbrinck erhielt sie Kontakt zu weiteren Widerstandsgruppen, insbesondere zur Uhrig-Römer Gruppe und zur Herbert-Baum-Gruppe. Am 18. Mai 1942 war sie am Brandanschlag auf die antisowjetische Propagandaausstellung „Das Sowjetparadies“ im Berliner Lustgarten beteiligt. Am 22. Mai 1942 wurde sie von der Gestapo verhaftet und am 16. Juli mit mehreren anderen Mitgliedern der Gruppe um Herbert Baum vom Volksgerichtshof wegen Vorbereitung zum Hochverrat zum Tode durch Enthaupten verurteilt. Um 5.15 Uhr am Morgen des 18. August 1942 wurde sie – 12 Minuten nach ihrem Verlobten – im Strafgefängnis Berlin-Plötzensee hingerichtet. Zuletzt lebte sie am Tile-Brügge-Weg 111 in Tegel.

## Ehrungen
Seit 1957 ist in Berlin-Friedrichshain eine Straße nach Hildegard Jadamowitz benannt. Außerdem erinnern Gedenktafeln am Berliner Lustgarten, an der Rütli-Schule in Neukölln und der Gedenkstein auf dem Jüdischen Friedhof in Weißensee an sie.
In der Gedenkstätte der Sozialisten ist ihr Name auf der großen Porphyr-Gedenktafel verzeichnet.

### Gedenksteine

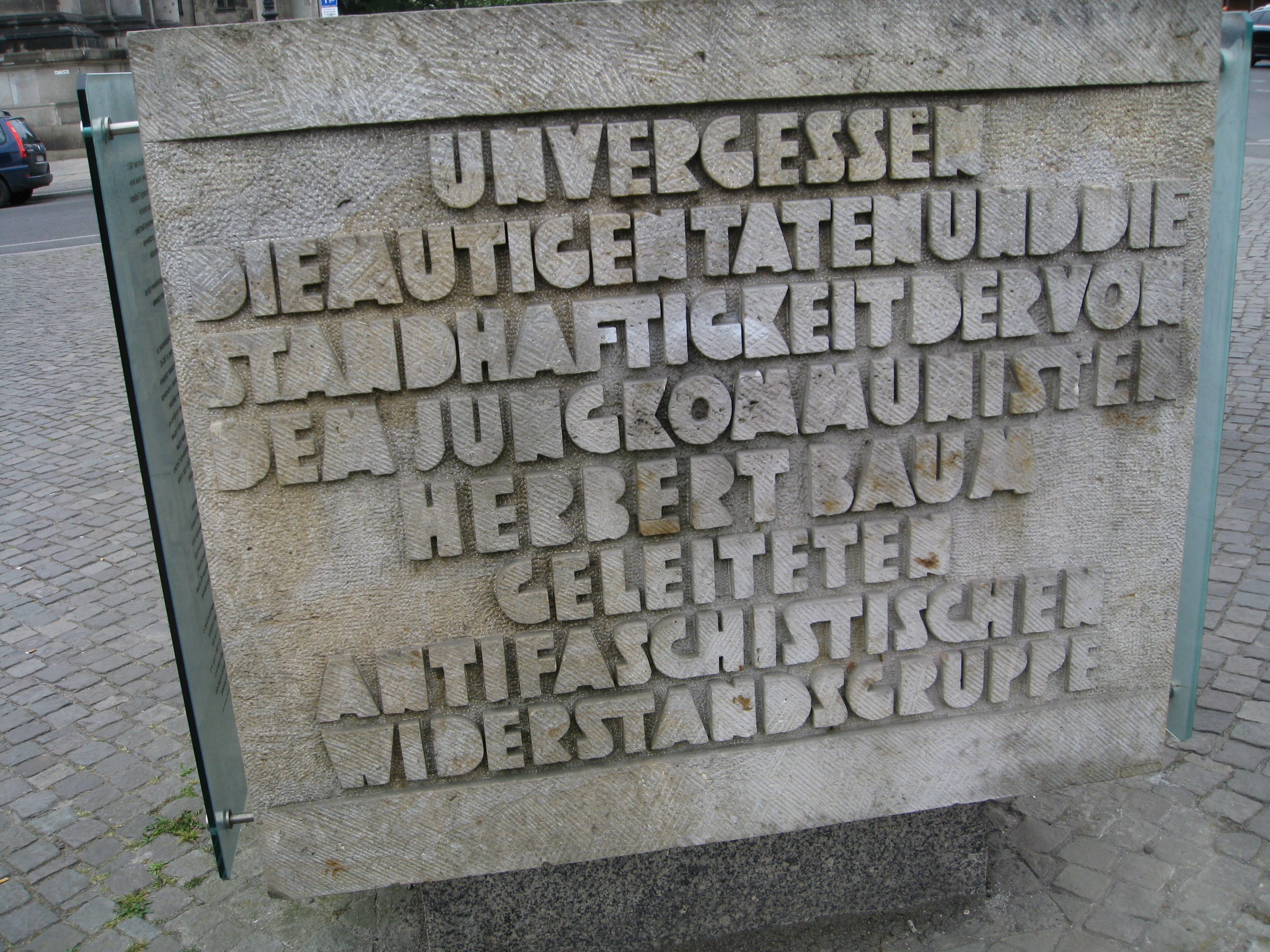
Der Berliner Gedenkstein im Lustgarten

Heute erinnern zwei der Baum-Gruppe gewidmete Gedenksteine in Berlin namentlich auch an Hildegard Jadamowitz.
1. Gedenktafel in Berlin auf dem Jüdischen Friedhof Weißensee (Eingang: Markus-Reich-Platz).[4]
2. Ein von dem Bildhauer Jürgen Raue gestaltete Gedenkstein wurde 1981 im Auftrag des Magistrats von Berlin (Ost) ohne nähere Informationen über die Widerstandsaktion im Lustgarten aufgestellt.[5]

In der Buntzelstr. 97 in Berlin-Bohnsdorf stand eine Gedenkstele aus roten Granitblöcken mit quadratischer Schrifttafel für Hildegard Jadamowitz.